# Корм-Эклюз
Корм-Эклю́з (фр. Corme-Écluse) — коммуна во Франции, находится в регионе Пуату — Шаранта. Департамент коммуны — Шаранта Приморская. Входит в состав кантона Сожон. Округ коммуны — Сент.
Код INSEE коммуны — 17119.

## Население
Население коммуны на 2010 год составляло 1050 человек.
| 1962 | 1968 | 1975 | 1982 | 1990 | 1999 | 2010 |
| ---- | ---- | ---- | ---- | ---- | ---- | ---- |
| 652  | 627  | 598  | 651  | 686  | 756  | 1050 |